# آرشي ويلكوكس
آرشي ويلكوكس هو لاعب هوكي الجليد كندي، ولد في 5 مايو 1903 في مونتريال في كندا، وتوفي في 27 أغسطس 1993.

## وصلات خارجية
- آرشي ويلكوكس على موقع دوري الهوكي الوطني (الإنجليزية)
- آرشي ويلكوكس على موقع قاعة مشاهير الهوكي (لاعب أن.إتش.أل) (الإنجليزية)
- آرشي ويلكوكس على موقع EliteProspects.com (الإنجليزية)
- آرشي ويلكوكس على موقع HockeyDB.com (الإنجليزية)
- آرشي ويلكوكس على موقع Hockey-Reference.com (الإنجليزية)